# قانون اصلاحات بوکس محمدعلی
قانون اصلاحات بوکس محمدعلی، که معمولاً به عنوان قانون علی شناخته می‌شود، یک قانون فدرال است که در سال ۱۹۹۹ معرفی شد و در ۲۶ مه ۲۰۰۰ توسط کنگره آمریکا با ۱۰۶ رای به تصویب رسید:
این قانون مشتمل بر قوانین زیر است:
1. حمایت از حقوق و رفاه بوکسورها.
2. کمک به کمیسیون‌های بوکس دولتی برای نظارت بر بوکس.
3. افزایش اخلاق ورزشی و یکپارچگی در صنعت بوکس.

قانون مزبور، قانون ایمنی بوکس حرفه‌ای مصوب سال ۱۹۹۶ میلادی را با گسترش قوانین علیه استثمار، تضاد منافع، اجرا، و هم‌چنین اصلاحات دیگر ازنو اصلاح کرد. قانون محمدعلی در پاسخ به سوء استفاده گسترده از بوکسورها از طریق استثمار، رتبه‌بندی‌های تقلبی و مسابقات تقلبی تصویب شد.